# Бирюков, Николай Павлович
Николай Павлович Бирюков (1873—1919) — генерал-майор, герой Первой мировой войны.

## Биография
Родился 3 июля 1873 года.
Начальное образование получил в Симбирском кадетском корпусе, по окончании которого 1 сентября 1891 года был зачислен в Павловское военное училище.
Выпущен 4 августа 1892 года подпоручиком в 16-й стрелковый полк. Произведённый 4 августа 1896 года в поручики Бирюков сдал вступительные экзамены в Николаевскую академию Генерального штаба, где прошёл 2-классный курс обучения и по окончании которой вернулся в свой полк.
4 августа 1900 года произведён в штабс-капитаны с переводом в гвардию и ровно через четыре года был произведён в капитаны. Служил младшим офицером-воспитателем в Павловском военном училище.
К началу Первой мировой войны Бирюков был подполковником 13-го стрелкового полка. Вскоре после начала войны он получил чин полковника.
Высочайшим приказом от 24 апреля 1915 года Бирюков был награждён орденом св. Георгия 4-й степени
За то, что 8 ноября 1914 г., начальствуя боевыми участками, произведя лично, под огнём неприятеля, рекогносцировку искусственных препятствий, штурмом взял сильную неприятельскую позицию, причём взяты были трофеи.
В начале 1915 года Бирюков был назначен командиром 16-го стрелкового полка и 10 ноября того же года был удостоен Георгиевского оружия. Отличился в ходе Луцкого прорыва. 12 октября 1916 года Бирюков был произведён в генерал-майоры и вскоре назначен начальником 2-й Сибирской стрелковой дивизии.
В Гражданской войне Бирюков активного участия не принимал, однако летом 1919 года был захвачен большевиками и расстрелян 13 июля в Одессе.

## Награды
Среди прочих наград Бирюков имел ордена:
- Орден Святого Станислава 2-й степени (1909 год)
- Орден Святой Анны 2-й степени (5 марта 1913 года)
- Орден Святого Георгия 4-й степени (24 апреля 1915 года)
- Георгиевское оружие (10 ноября 1915 года)